# ミミナシオオトカゲ
ミミナシオオトカゲ（Lanthanotus borneensis）は、東南アジアのボルネオ島に棲息する半水生の茶色のトカゲである。ミミナシオオトカゲ科（Lanthanotus）で唯一の現生種であり、オオトカゲ科と近縁である。

## 分類
ミミナシオオトカゲは1878年にフランツ・シュタインダハナーによって記載された。属名Lanthanotusは「隠れた耳」を意味し、種名borneensisは棲息地のボルネオ島を指す。本種の独自性は当初から認識されており、シュタインダハナーは本種をLanthanotidaeという独自の科に分類した。1899年、ジョージ・アルバート・ブーレンジャーは、メキシコドクトカゲ類やアメリカドクトカゲとともにドクトカゲ科に分類した。1950年代に行われた研究で、ドクトカゲ科に近縁ではあるが、その関係は比較的遠いものであることが判明した。この類似性は収斂進化の結果である部分もあり、別の科として認識されるべきである。どちらもより広範なオオトカゲ下目に属するが、さまざまな科の間の関係は論争の的となっている。いくつかの初期の研究では、ミミナシオオトカゲをドクトカゲ科とオオトカゲ科（真のオオトカゲ）とともにオオトカゲ上科に分類していた。それより最近の遺伝学的証拠により、ミミナシオオトカゲに最も近い親類はオオトカゲ科であることが判明した。両者の間の分化が深いため、ほとんどの権威者は別々の科として認識し続けているが、ミミナシオオトカゲをオオトカゲ科の亜科Lanthanotinaeに含めるべきだと提案する者もいる。これら2つの分類群は共に系統群を形成しており、その姉妹群はシナワニトカゲ類である。より高いレベルでは、これら3つの分類群の姉妹群はドクトカゲ科と、オオトカゲ下目の他の科である。最新の共通祖先は白亜紀中期に分岐した。
モンゴルの白亜紀後期の化石から知られる絶滅したCherminotus属は、ミミナシオオトカゲ科に属すると考えられてきたが、これについては異論がある。

## 生息域と生息地
ミミナシオオトカゲは、東南アジアのボルネオ島に生息する固有種である。ボルネオ島内では、東マレーシアのサラワク州、インドネシアの西カリマンタン州と北カリマンタン州から知られている。2012年後半まで、北カリマンタン州の既知の範囲は東カリマンタン州の一部だった。ブルネイからは知られていないが、国境から100km (60mi)ほど離れた場所で記録されており、生息している可能性がある。サバ州、中部カリマンタン州、南カリマンタン州からの記録はない。本種は見落とされがちである。
標高300メートル (1,000 ft)以下の低地の小川や沼の近くに見られる。こういった生息地は一般的に熱帯雨林内にあるが、農地、果実が成熟した果樹園、パーム油プランテーションなどの荒廃した生息地を流れる小川にも見られ、水田にも棲息する可能性があると報告されている。生息する小川には岩場が多い。生息地は熱帯地方で、気温と水温は一般に約22–29 °C (72–84 °F)、飼育個体は24–28 °C (75–82 °F)を好むと報告されている。高密度で生息している場所の水は澄んでおり、pHは中性であった。ミズトカゲ属のミズトカゲと同じ微小生息地に生息しており、T. brookeiと生息域が重なる場所もある。

## 外観
ミミナシオオトカゲは、円筒形の体、長い首、短い手足、長く鋭い爪、小さな目、半透明の下まぶた、縦方向に6列の顕著な隆条がある鱗を持っている。
鼓膜や耳の開口部などの外見上の特徴はないが、名前に反して聴覚を持っている。上半身はオレンジがかった茶色で、下半身は暗褐色と白っぽい色、淡い黄色、黄土色、錆色などの斑点がある。尾は握りやすく先天性で、失っても再生しない。脱落脱皮の頻度は少なく、おそらく年に1回以下であろう。ヘビのように一体化して脱皮する場合と、トカゲのように小さな穴が開いて脱皮する場合の両方が報告されている。全体的に雌雄は似ているが、雄は雌に比べて明らかに頭が広く、尾の付け根が広い。雌雄の違いは、3歳くらいからはっきりと分かるようになる。喉を振動させることがあり（カエルに似ている）、二股に分かれた舌をはじくことがある（ヘビに似ている）。穏やかで軋むような鳴き声を出すこともある。

### 大きさ
ミミナシオオトカゲの成体は、通常、鼻先から総排出腔までの長さ（SVL）が約20cm、全長が約40cmである。野生の個体18匹（オス6匹、メス12匹）のSVLは15.6～22cm、尾長は17.4～22.1cm（尾の大部分が欠けている個体1匹を除く）、体重は48～120g（病気で痩せている個体1匹を除く）であった。中でも最大の全長（SVL+尾長）は44.1cmのオスで、これは野生での最長記録でもある。1960年代に採集された標本は全長51cm、1968年から1976年までブロンクス動物園で飼育されていた個体は死の間際に全長47cm、体重209gを記録しているが、高度な肥満であった。孵化時の子供の全長は約7～14cm。1歳になると全長は約23～25cmになる。

## 行動
ミミナシオオトカゲは通常、厳密には夜行性の動物であるが、例外的に昼間に野外で観察された例もある。日中は水辺で、長さ30cmほどの巣穴や、丸太、岩、植物の下で過ごすことが多い。一般的には不活発で機敏ではないが、驚いたときには驚くほどの速さで飛び出し、目の前にいる獲物を素早く捕らえることができる。夜間に19匹の個体を発見したある調査では、約半数が水中に、残りの半数が陸上の水辺にいたという。飼育下では、何時間も水中でほとんど動かず、定期的に鼻を水面に上げて呼吸をすることもある。水中では、半透明の下まぶたを閉じて目を覆うのが一般的である。物を掴むのに適した尾は、洪水の際に流されないように、水中の石や根などに巻き付けているのではないかと推測されている。

### 咬傷
一般的にはおとなしく、扱うときは不活発だが、通常、オスは捕まえるとメスよりも攻撃的になる。ある事例では、科学者が指を深く噛まれたが、噛まれた部分に毒があることを示すような影響は見られなかった（関連する毒を持つ、メキシコドクトカゲ類、アメリカドクトカゲ、一部のオオトカゲとは異なる）。これは、毒腺や歯の溝が見つからなかった数十年前の解剖研究を裏付けるものである。飼育下の個体は、頻繁に噛みつき、（同じ大きさのトカゲに比べて）傷は比較的深く、大量に出血し、血液凝固が通常の傷よりも遅いと言われている。最近の研究では、本種の咬み傷から毒腺と毒性化合物が発見されている。主成分はカリクレイン（程度は低いがCRiSP）で、主な効果は血液凝固に重要なフィブリノーゲンの切断である。しかし、この効果は、真のオオトカゲの一部を含む他の多くの有毒爬虫類の毒に比べて、ミミナシオオトカゲの毒では非常に弱い。

### 食性
一般的にはミミズ、甲殻類、魚を食べる。飼育下では、魚（丸ごと、切り身とも）、ミミズ、イカ、エビ、オタマジャクシ、アオウミガメの卵黄、豚と鶏の肝臓の断片、赤ちゃんのマウス、ムール貝を食べるが、鳥の卵とカエルの足は食べない。飼育下では、成体は通常、週に1～2回食事をするが、餌を食べない期間が長くなることもある。トカゲとしては珍しく、水中に潜っている間に獲物を飲み込むことができる。これはカメのように鼻孔から水を排出することで可能になるようだ。

### 繁殖とライフサイクル
近縁種と同様に卵生であるが、その繁殖についてはほとんど知られていない。飼育下での観察によると、ペアは数ヶ月の間に何度も交尾を行い、1回の交尾は数時間続く。1回の交尾が44時間続いた例もある。水中で交尾する。野生では2月に交尾が見られ、4月に捕獲されたメスはおそらく妊娠していた。2～12個（平均8個）の楕円形の卵は、長さ約3cmで、革のような白い殻をしている。陸上に産み落とされる。飼育下では、27℃の温度で約3ヶ月後に孵化する。成熟したオスは縄張り意識が強いと思われる。ある地域の調査では、メスがオスの2倍もいて、ほとんどのオス（メスはいない）にはつま先や尾の欠損、頭や首に傷があるなど様々な傷が見られた。飼育下では、生後6ヶ月までの幼体はグループで飼育され、成体は単独、ペア、または1匹のオスと複数のメスで飼育されているが、成体のオスが複数いると問題が起こる。寿命は不明だが、当時の爬虫類飼育の知識は非常に限られていたものの、1960年代に若くして捕獲された個体は、捕獲後7.5年以上生きた（全長38.2～47cm）ほか、飼育期間が10年を超えた個体もいたと伝えられる。

## 生息状況と保全
ミミナシオオトカゲは国際自然保護連合（IUCN）による評価を受けていないが、絶滅危惧種（生息域が2000km2または770平方マイル以下の場合）または絶滅危惧種（生息域が500km2または190平方マイル以下の場合）に該当する可能性が高いとされている。この種は通常、非常に稀であると考えられているが、見落とされやすく、1999年の時点で確認された記録として公表されているのはサラワク州のものだけだった。カリマンタンからの記録はその後に確認された。地域によっては、地元の人々がその存在に気づいていなかったり、希少種だと考えていたりするところもあるが、一般的な地域もある。西カリマンタンのある場所では、尋ねた21人の地元住民のうち17人がその存在を知っており、そのほとんどが一般的なものと考えていた。同地域の他の3つの場所では、過半数の人がその存在を知っていたが、一般的だと考えていたのは半数未満だった。西カリマンタンの別の場所では、長さ400mの小川とそれに隣接する2つの小川を3晩かけて調査した結果、19匹のミミナシオオトカゲが発見され、この大きさのトカゲとしては異例の高い密度となった。地元の人々が洗濯や釣り、飲み水として利用している小川にこれだけの密度で生息しているにもかかわらず、彼らはこの種をごく稀にしか見たことがないと答えた。とはいえ、現在のところ、ミミナシオオトカゲは比較的少数の場所でしか確認されていない。
- ENDANGERED (IUCN Red List Ver. 3.1 (2001))

約100体の博物館標本が知られており、ほとんどの主要な自然史博物館のコレクションには1体以上の標本が所蔵されている。これらは一般的に1960年代から1980年代、あるいはそれ以前に収集されたもので、多くは洪水の際にミミナシオオトカゲが流れに乗って梁にかかったものである。1960年代から1990年代にかけて、少数がペットとして流通下に入った。2012年には日本の爬虫類飼育者向けの雑誌で紹介され、その後数年でより多くの個体が飼育下に入った。2014年5月から2015年10月にかけて、アジア（香港、インドネシア、日本、マレーシア）、ヨーロッパ（チェコ、フランス、ドイツ、オランダ、ロシア、ウクライナ、イギリス）、アメリカ合衆国で、少なくとも95匹のミミナシオオトカゲが取引に登場している。野生からの採取は違法で、マレーシアでは1971年、ブルネイでは1978年、インドネシアでは1980年から保護されている。罰則は、1600米ドルの罰金と1年の懲役（ブルネイ）、7850米ドルと3年の懲役（マレーシア）、8600米ドルと5年の懲役（インドネシア）となっている。また、野生の個体を発見した科学者の中には、野生動物の取引業者への注意喚起となる恐れがあるとして、正確な場所を提示せず、非常に大まかな説明にとどめている人もいる。2015年には、インドネシアの空港で8匹の個体を連れた密輸業者が捕まり、2016年には17匹の個体を連れた別の密輸業者が捕まった。この取引は、非常に高い価格に支えられている。日本では市場に流通した当初、1組300万円（25000米ドル以上）で取引されていた。その後、入手しやすくなったことで価格は90％以上下落したが、依然として貴重な存在である。また、他の地域でも価格の大幅な下落が指摘されている。他のオオトカゲ全種とは異なり、ミミナシオオトカゲは国際レベルでの取引を制限するCITESに登録されていなかった。2016年にはCITESの付属書Iに載せることが提案され、2017年には付属書IIに載ったことで一定の保護が与えられた（商業目的の野生個体の輸出割当はゼロ）。
初めて飼育下での繁殖が確認されたのは、2014年の日本の動物園だった。その数年後、ヨーロッパのいくつかの動物園が繁殖プログラムを開始し、2017年にはオーストリアのシェーンブルン動物園で、2018年にはチェコのプラハ動物園とロシアのモスクワ動物園で繁殖した。他にも個人飼育者による繁殖報告や、飼育下で繁殖された個体が販売に出されているが、中には本物の飼育下での繁殖事例ではないものもある。
ボルネオ島では森林がアブラヤシのプランテーションに急速に置き換わっているため、生息地の喪失も深刻な脅威となっている。しかし、ミミナシオオトカゲは、アブラヤシプランテーションを含む劣化した生息地に囲まれた地域でも高い密度で生存することができ、また、好ましい生息地であると思われる岩石の多い川は、人間の影響を比較的受けない。